# SIGCHI

Logo der SIGCHI

Die SIGCHI (englisch Special Interest Group on Computer-Human Interaction) ist eine Themengruppe der Association for Computing Machinery (ACM), die sich mit Mensch-Computer-Interaktion beschäftigt.
Die wichtigste von der SIGCHI organisierte Konferenzserie Human Factors in Computing Systems (CHI) besteht seit 1982 und findet jährlich statt. Sie ist die größte und bekannteste Konferenz zum Thema. Daneben werden weitere wissenschaftliche Konferenzen, beispielsweise die MobileHCI und das Symposium on Mixed and Augmented Reality (ISMAR) unterstützt. Außerdem gibt sie wissenschaftliche Zeitschriften wie die Transactions on Computer-Human Interaction heraus.
Seit 1998 wird von der SIGCHI jährlich der CHI Lifetime Achievement Award vergeben. Erstmals erhielt ihn  Douglas C. Engelbart unter anderem für seine Arbeiten zu Hypertext, Kollaboration, Telekonferenzen und der Maus. In den folgenden Jahren erhielten die Auszeichnung beispielsweise Ben Shneiderman, Donald Norman und Bill Buxton.